# Villas Bôas Cueva
Ricardo Villas Bôas Cueva (São Paulo, 28 de maio de 1962) é um magistrado brasileiro, atual ministro do Superior Tribunal de Justiça (STJ).

## Carreira
Villas Bôas Cueva formou-se em direito pela Universidade de São Paulo em 1985, concluindo mestrado pela Harvard Law School em 1990 e doutorado pela Universidade de Frankfurt em 1998.
Atuou como procurador do Estado de São Paulo entre os anos de 1985 e 1987, como advogado no escritório Advocacia Aldo Raia em 1987 e 1988, e como procurador da Fazenda Nacional desde 1987 até 2009, quando se licenciou do cargo para exercer novamente a advocacia privada, tendo sido sócio no escritório Rodrigues Alves & Villas Bôas Cueva Advogados de 2009 até 2011.
Foi, também, conselheiro do Conselho Administrativo de Defesa Econômica (CADE) entre 2004 e 2008 e vice-presidente do Conselho Federal Gestor do Fundo de Defesa de Direitos Difusos (CFDD) entre 2005 e 2008.
Lecionou direito empresarial na Ibmec Educacional, em São Paulo, de 2002 a 2004.
Em 2011, foi nomeado para o cargo de ministro do Superior Tribunal de Justiça pela presidente da República Dilma Rousseff, em vaga destinada a membro da advocacia, após indicação em lista sêxtupla pela Ordem dos Advogados do Brasil (OAB) e em lista tríplice pelos ministros da própria corte.
Em 9 de maio de 2014, foi agraciado com a grã-cruz da Ordem do Ipiranga pelo Governo do Estado de São Paulo.